# Vriesea rhodostachys
Vriesea rhodostachys är en gräsväxtart som beskrevs av Lyman Bradford Smith. Vriesea rhodostachys ingår i släktet Vriesea och familjen Bromeliaceae. Inga underarter finns listade i Catalogue of Life.